# Palazzo Zona

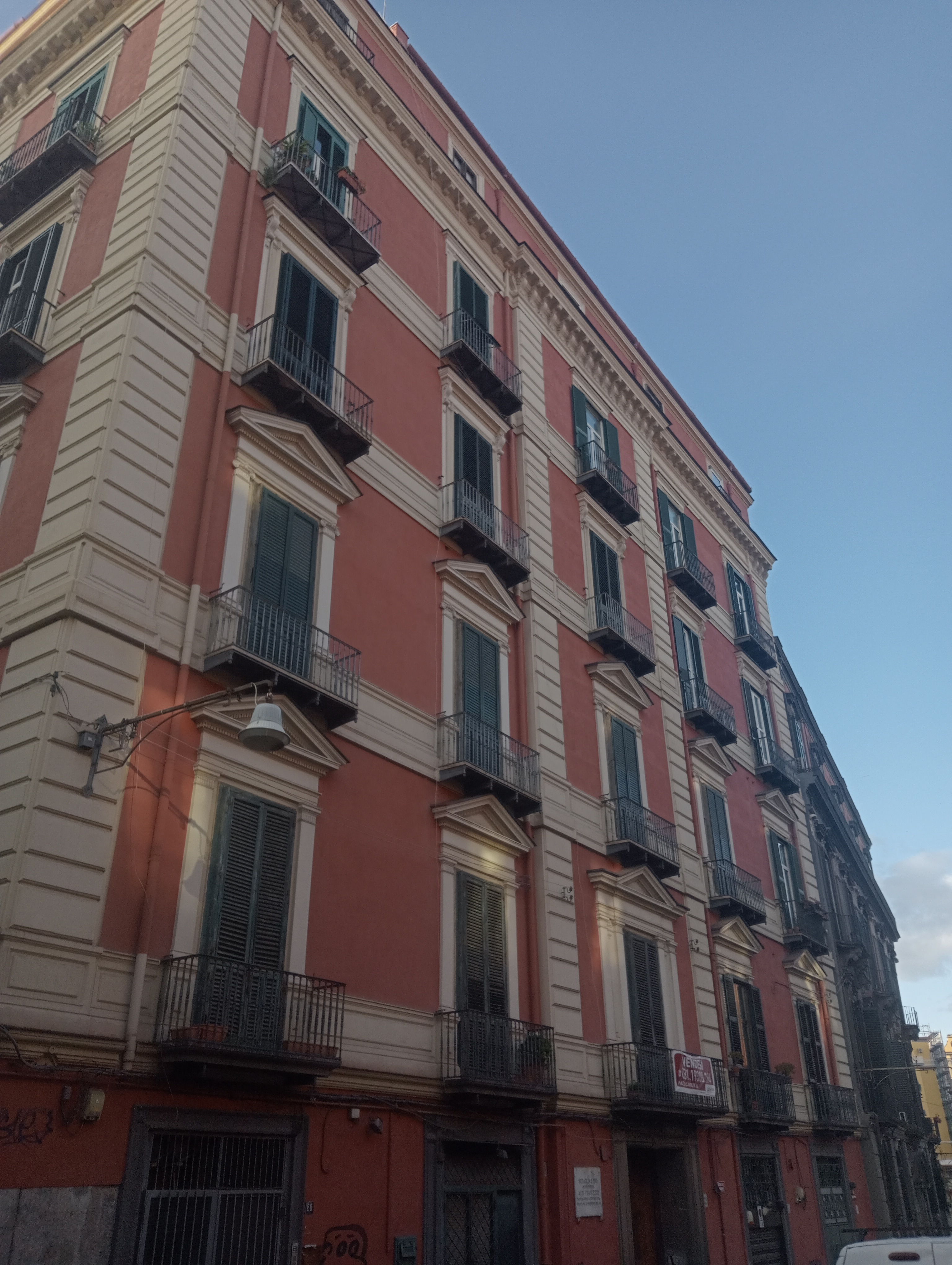
Palazzo Zona in Neapel

Der Palazzo Zona (auch Palazzo Puoti) ist ein Palast aus dem 16. Jahrhundert im Viertel Avvocata von Neapel in der italienischen Region Kampanien. Er liegt in der Via Salvatore Tommasi, 62.

## Geschichte und Beschreibung
Der Palast wurde Ende des 16. Jahrhunderts auf einem Grundstück der Familie Puoti erbaut, der das Anwesen auch noch 1726 gehörte, als die 1614 angefertigte Karte des Colle della Costigliola (auch Colle di San Potito, wegen der dort befindlichen, gleichnamigen Kirche), vom  Architekten Giovan Giacomo di Conforto aktualisiert wurde. Eine Ansicht aus dem Ende des 18. Jahrhunderts, die anlässlich der  Restaurierung des Palazzo degli Studi unter Ferdinando Fuga angefertigt wurde, zeigt auch den Palazzo Zona. Letzterer besaß Erdgeschoss, ein Zwischengeschoss und zwei Obergeschosse.
Endgültig fertiggestellt wurde dieser Palast aber erst in den 1870er-Jahren, mit dem Bau der heutige Via Pessina und der Galleria Principe di Napoli. Zur Überwindung des Höhenunterschiedes zwischen der Via Pessina und dem Colle di San Potito wurde eine öffentlich zugängliche Treppe angelegt, wobei allerdings die Fundamente einiger darüber gelegener Gebäude in Mitleidenschaft gezogen wurden. Der Palast wurde nun vollständig renoviert und auf fünf Stockwerke erweitert, wobei aber die Form der offenen Treppe aus dem 18. Jahrhundert mit drei Bögen pro Stockwerk erhalten blieb. 1876 beauftragte der Baron Zona, Eigentümer einer großen Wohnung im zweiten Obergeschoss, den Maler Vincenzo Scala (1839–1893) mit einigen Wanddekorationen. Von diesen sind vor allen Dingen die im großen Ballsaal erwähnenswert, die im Stile des Neurokoko ausgeführt wurden.